# Partisans (revue)
Pour les articles homonymes, voir Partisan.
Partisans est une revue éditée de 1961 à 1972, dirigée par l'éditeur François Maspero et considérée comme un des marqueurs du travail collectif réalisé par sa maison d'éditions. C'est une revue généraliste, à la fois littéraire et politique, qui accueille des textes sur la théorie marxiste.

## Histoire
La revue a été fondée par  François Maspero, éditeur de gauche, qui était aussi libraire, traducteur, écrivain, avec l'écrivain Vercors. Créée en 1961, elle devient l'un des porte-voix incontournables du mouvement anticolonialiste, ce qui fait que la censure gaulliste s'abat immédiatement : une quinzaine d'interdictions frappent les livres et les trois premiers numéros de Partisans. Avec les Éditions de Minuit, fondées par Jérôme Lindon, les éditions Maspero font partie des seules en France à braver le pouvoir et la répression et subissent les attentats, nombreux, de l'extrême droite et de l'OAS.
Le premier comité de rédaction de Partisans regroupe, autour de François Maspero: Marie-Thérèse Maugis , Jean Carta, Georges Dupré, Gérard Chaliand, Nils Andersson, Maurice Maschino, Georges M. Mattei, Pierre-Jean Oswald, Jean-Philippe Talbo Bernigaud. Ils seront rejoints rapidement par Robert Paris, Pierre Vidal-Naquet, Jean-Louis Hurst. La revue a une périodicité bimestrielle.
Dans la revue, s’expriment les dirigeants des luttes anticoloniales et anti-impérialistes des années 1960 : Fidel Castro, Che Guevara, Amílcar Cabral, Ahmed Ben Bella. Émile Copfermann deviendra le directeur de publication. Georges Dupré et Émile Copfermann animent les rubriques sur le théâtre. La revue publie aussi des poèmes de Brecht, Neruda ou Hikmet. 
En 1962-1963, Georges Perec livre une série d’articles qui constituent une esquisse critique de théorie littéraire. La rubrique cinéma est tenue par Jean Carta. 
La question de la libération sexuelle est abordée par la publication en 1966 d’un numéro  « Sexualité et répression » qui comprend des contributions des principaux théoriciens de la Révolution sexuelle (Herbert Marcuse, Wilhelm Reich) et des enquêtes sur la situation des jeunes et des femmes visant à illustrer la misère sexuelle. Un deuxième numéro de la revue sur le même thème paraîtra en 1972. Il poursuit l’élaboration théorique de la révolution sexuelle et accorde une section importante à la répression de l’homosexualité, constituant l’une des rares tentatives qui traite conjointement des homosexuels et des hétérosexuels.
À l'automne 1970, paraît « Libération des femmes, année zéro », un numéro spécial de la revue, réalisé uniquement par des femmes et rassemblant des témoignages de militantes anonymes, et des textes signés par des Françaises et des Américaines. On lit dans la présentation : « Le phénomène n'est pas limité aux États-Unis. Partout en Europe occidentale, simultanément depuis plus de deux ans, en Angleterre, aux Pays-Bas, en Suède et au Danemark, en Allemagne, en France, maintenant en Italie, des groupes de femmes se sont spontanément formés pour réfléchir aux moyens de lutter contre leur oppression. »
D'autres numéros marquants ont pour thème : « Théâtre et politique » piloté par Émile Copfermann, avec notamment des textes de Bernard Dort, Erwin Piscator ; « Pédagogie : éducation ou mise en condition ? » avec, entre autres, des contributions de Fernand Oury, Jean Oury, Fernand Deligny; « Sport, culture et répression »  (avec la contribution de Jean-Marie Brohm). Après Mai 1968, paraît un numéro spécial « Ouvriers, étudiants, un seul combat ! ». Un numéro « Rosa Luxemburg vivante » est publié pour le cinquantenaire de son assassinat. En 1970, un numéro intitulé « Le peuple palestinien en marche » accueille les Réflexions en marge d’une tragédie de Pierre Vidal-Naquet dans lesquelles il exprime son antisionisme.